# حمود أل يزيدي
حمود أل يزيدي هو لاعب كرة قدم قطري، ولد في 1990 في قطر. لعب مع نادي السد.